# Dasha Astafieva
Daira Dasha Viktorvina Astafieva (en ucraniano: Дарія Астафьєва, Daria Astafieva; nacida el 4 de agosto de 1985 en Pokrov) es una modelo, cantante, actriz ucraniana. En 2007 comenzó su carrera musical al participar en el programa de televisión Star Factory y en 2008 formó el grupo de pop ucraniano NikitA. Fue escogida por Playboy para ser la Playmate de enero de 2009 y Playmate del 55.º Aniversario de la revista. En 2011, se convirtió en la portavoz de AnastasiaDate.com, un sitio web de citas en línea.

## Biografía
Dasha Astafieva nació el 4 de agosto de 1985 en la ciudad soviética de Pokrov, región de Dnipropetrovsk. Su padre, Víctor, trabajó en el ferrocarril y su madre, Irina, en la planta de invernadero. En la escuela, Dasha Astafieva fue objeto de burlas por parte de sus compañeros y recibió calificaciones de "insatisfactoria" en cuanto a su comportamiento ya que, según la propia Dasha Astafieva, no disfrutó "del amor de algunos profesores".
Después de la secundaria se matriculó en la Escuela de Cultura de Dnepropetrovsk, en una decisión recomendada por su madre, y se inscribió en el departamento de dirección.

## Carrera profesional

### Música
En el departamento de dirección donde estudió, Dasha Astafieva entró en contacto con el mundo de la música y el canto. Al llegar a Kiev, Astafieva conoció al productor Yuriy Nikitin, de la cual más tarde fue invitado a participar en el concurso Star Factory en 2007. Posteriormente, Nikitin entró en el sello discográfico Mamamusic y Astafieva se involucró en la música profesionalmente. Al mismo tiempo se convirtió en una de los finalistas, gracias a la participación en el grupo NikitA, que formó junto a Julia Kavtaradze, un exmiembro del grupo A.R.M.I.Y.A. En marzo de 2009 el dúo lanzó su álbum debut Mashina. En el mismo año NikitA participó en la selección nacional ucraniana de Eurovisión 2009, pero finalmente presentó una renuncia, debido, en gran parte, a la creciente popularidad de una foto de la modelo Dasha Astafieva.
En 2011, Dasha Astafieva con un nuevo miembro de NikitA, Anastasia Nikita Kumeyko, recibió el premio Gramófono de Oro de la Russkoye Radio.

### Modelo
En una entrevista con el portal de Internet masculina AskMen.com Dasha Astafieva admitió que ella empezó a soñar con ser una modelo de carrera Playboy a los nueve años, cuando por casualidad vio una foto de Katarina Witt en portada.
Cuando contaba con 16 años participó en un concurso de belleza que tuvo lugar en Dniepropetrovsk. Allí conoció a una modelo de Dinamarca que asesoró a Dasha Astafieva en sus comienzos. Cuando la niña entró en el estudio para hacer una cartera, el fotógrafo, haciendo el trabajo de base, la invitó a posar desnuda, a lo que ella estuvo de acuerdo. Según Astafieva, en su primera sesión desnuda, no tenía las formas femeninas ideales. Desde los 16 a los 20 años Dasha Astafieva tuvo sesión de fotos casi a diario. Un conocido fotógrafo, al ver las fotografías de Dasha Astafieva, sintió que ella se parecía a Betty Page la modelo estadounidense de la década de 1950. Esta fue la primera sesión de fotos seria de Dasha Astafieva.

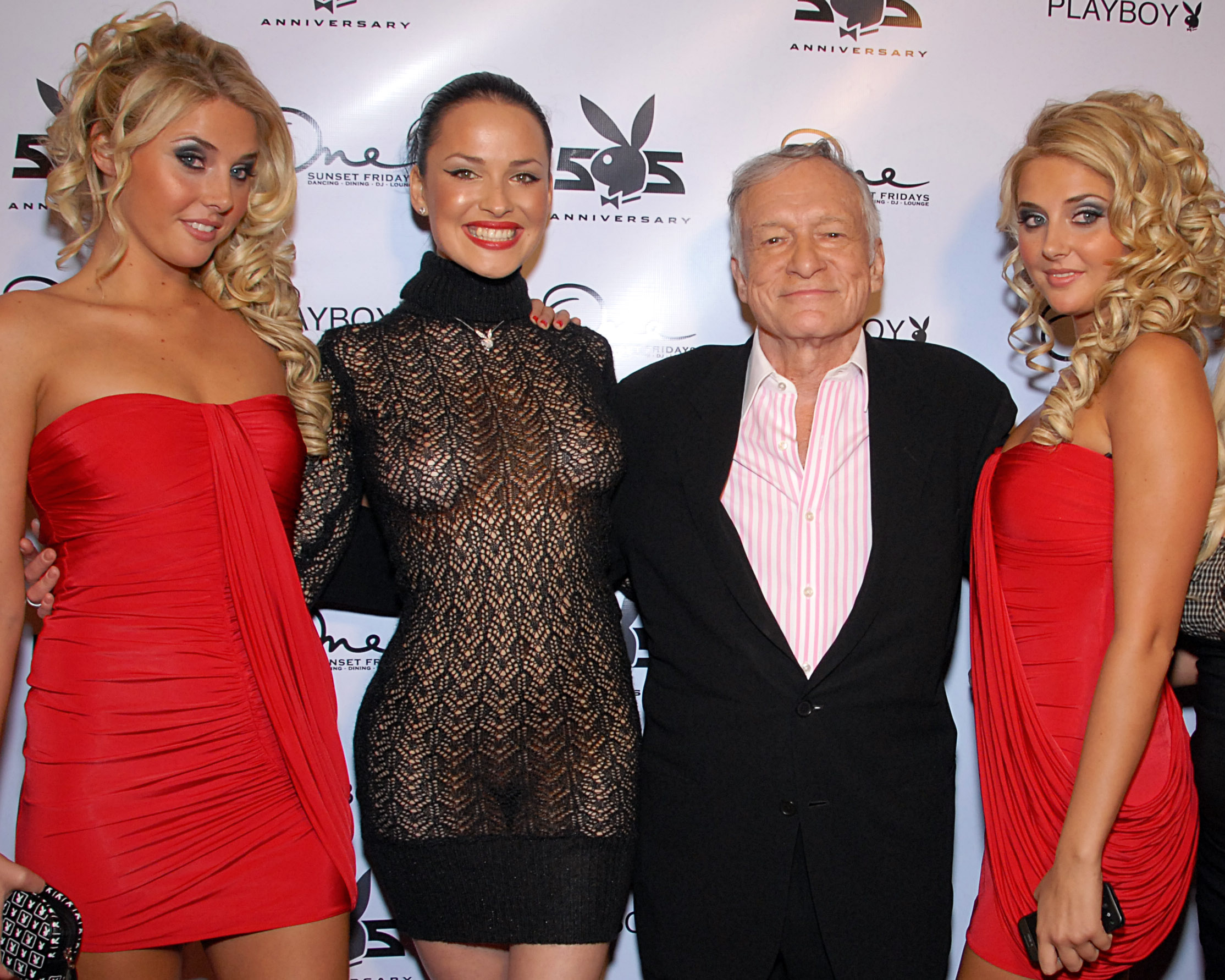
Karissa Shannon, Dasha Astafieva, Hugh Hefner y Kristina Shannon en el 55.º Aniversario de Playboy en One Sunset, West Hollywood, el 12 de diciembre de 2008.

En abril de 2006, Dasha Astafieva se convirtió en la Playmate del Mes de la edición ucraniana de la revista Playboy, y la siguiente en 2007 ganó el título de "chica del año". Según el redactor jefe de Playboy Ucrania, esta vez las reglas para la elección de las mejores chicas habían cambiado y la decisión adoptada no es del consejo editorial sino de los lectores propios a través de SMS. En la sesión de fotos para la edición ucraniana revista Playboy, Astafieva apareció en las 15 ediciones en todo el mundo. Una vez que las fotos llegaron al consejo de redacción de Estados Unidos en junio de 2008, fue invitada a grabar en la edición norteamericana. Astafieva fue invitada a participar en el concurso para la portada conmemorativa en honor al 55.º aniversario de la revista. Antes de eso, se hizo un casting en todo el mundo.

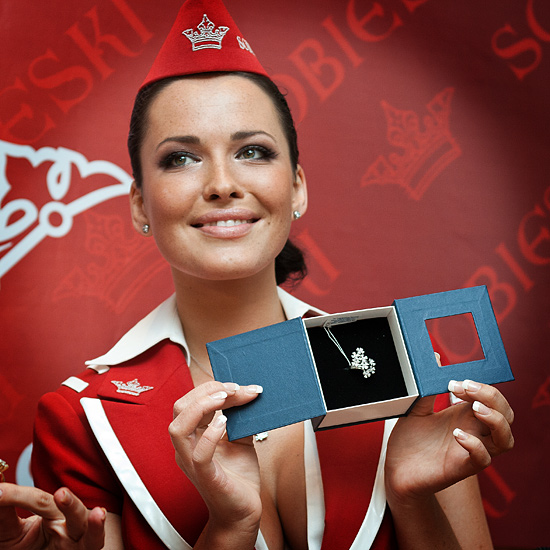
Dasha Astafieva en una conferencia de prensa con NikitA (2008).

Una vez en la Mansión Playboy, Hugh Hefner, de 82 años de edad, fundador de Playboy, fijó su atención en Dasha Astafieva. Más tarde, explicando las razones de su simpatía, Dasha Astafieva dijo: "éramos muy similares: escuchaba la misma música, veía las mismas películas (películas para adultos) y leíamos los mismos libros. Hef me dijo una vez que él veía en mí su reflejo". Además, incluido él mismo Hefner, reconoció una marcada semejanza física entre Dasha Astafieva y Betty Page, que también representó para Playboy.
La segunda vez que Dasha Astafieva visitó la Mansión fue en diciembre de 2008, antes de que se anunciase el nombre del ganador de la edición del aniversario de la revista Playboy. En la fiesta, dedicada a este evento, apareció con un vestido transparente, y luego se quitó las bragas y se las arrojó a la multitud. Al firmar un contrato con Playboy en el verano de 2008, se comprometió a no posar desnuda para otra publicación en los próximos dos años. Dasha Astafieva reconoció repetidamente que su carrera de modelo está vinculada sólo a Playboy.
En 2009, cuando NikitA entró en la fase de clasificación del concurso nacional de Eurovisión, Dasha Astafieva, al mismo tiempo, recibió una oferta para participar en el programa de televisión norteaamericano The Girls Next Door. Como resultado, el grupo presentó una renuncia a participar en el concurso musical. De acuerdo con Dasha Astafieva, su productor, Yuri Nikitin, recibió la noticia con comprensión. También en 2009 se convirtió en la cara de la marca de la diseñadora ucraniana Olga Gromova, «Gromova Design», en los Estados Unidos. Para crear la sesión de fotos fue invitado por el famoso fotógrafo Guido Argentini.
En junio de 2010, Dasha Astafieva junto con Julia Kavtaradze - o lo que es lo mismo, el dúo NikitA aparecieron en la portada de la revista masculina XXL, lo que violaba su acuerdo establecido con anterioridad con Playboy. Esto conllevaba una sanción de 300 mil dólares, pero finalmente, a principios de junio, se llegó a un acuerdo con la dirección de Playboy.